# Симон (Івановський)
Симон (Івановський) (1 лютого 1888, с. Камєнка Тульської губернії, Росія — 1 лютого 1966) — архієрей Польської Автокефальної Православної Церкви та Української Православної Автономної Церкви Московського Патріархату. Архієпископ Чернігівський та Ніжинський УПАЦ МП в німецькій зоні окупації (1942—1944). Представник консервативної проросійської групи архієреїв Української Автономної церкви в роки Другої Світової війни. Головний опонент об'єднання Автономної і Автокефальної церков України восени 1942. Національність — росіянин.

## Освіта
Народився 1 лютого 1888 року у сім'ї у багатодітній священика. Навчався в училищі, Тульській духовній семінарії та Московській духовній академії. На останньому курсі вищої школи Івановський приймає чернецтво з ім'ям Симон. Академічні студії закінчив 1912 здобуттям кандидатського ступеня за випускну працю «Старозавітне священство до Мойсея».

## Служіння
Завідувач монастирської школи в Соловецькому Спасо-Преображенському монастирі (Карелія); помічник наглядача Крем'янецького духовного училища Волинської єпархії (Україна) з осідком у м. Суми (1914—1917).
1920 архімандрит Симон тікає з України, окуповану російськими большевицькими військами, через Крим до Стамбулу (Туреччина), а тоді потрапляє до Югославії. За короткий час оселюється на території ІІ-ї Речі Посполитої, у складі якої опинилася й Волинь. Цьому сприяло запрошення добре йому знайомого єпископа Діонісія (Валединського). Керівництво Варшавської православної митрополії призначило його ректором Волинської духовної семінарії у Крем'янці та настоятелем Крем'янецького Богоявленського монастиря, а дещо
пізніше також членом Волинської духовної консисторії.
1937 заміщав вікарія Варшавсько-Холмської єпархії ПАПЦ, контролював парафії на Холмщині, Підляшші та Лемківщині.

## Ставлення до автокефалії Польської Церкви
Симон підтримав відокремлення Варшавської митрополії від Московського патріархату та проголошення Автокефалії. 6 квітня 1924 прийняв архієрейську висвяту з призначенням на Крем'янецьку вікарну кафедру, зберігши при цьому посаду ректора ВДС. Виконував роль помічника митрополита Діонисія (Валединського) у Волинській єпархії. Не підтримував спроби українізувати приходи Волинської єпархії, як і навчання в семінарії. 1927 відкрито виступив проти української партії в Церкві, закликавши уряд заборонити Український церковний
комітет.
Незважаючи на промосковську позицію єпископ Симон взяв участь у роботі Волинського єпархіального зібрання духовенства і мирян 1935 і 1936 — тоді остаточно ліквідовано російський курс у єпархіальному урядуванні, богослужінні.

## Друга Світова війна
Владика Симон одним із перших з числа єпископів ПАПЦ зрікся автокефалії 1939. Зробив це без відома єпархіального архієрея. Після незаконного включення Волині до складу РПЦ Симона
(Івановського) піднесено до сану архієпископа й доручено керувати напівсамостійною Острозькою єпархією. Сталінські репресії єпископа не торкнулись, а 1941 армії СРСР втекла на схід під ударами німецького Вермахту.
Вже у серпні 1941 владика Симон бере участь у обласному соборі єпископів у складі Олексія (Громадського), Пантелеймона (Рудика) та Веніаміна (Новицького). Погодився з ідею створення Української Православної Автономної Церкви у складі Московської патріархії, водночас виступив проти спроби самої сталінської Москви нав'язати владу митрополита Ніколая (Ярушевича).
25 серпня 1941 Обласний собор православних єпископів постановив «призначити преосвященного Симона, архієпископа Остріжського, на вільну Чернигівську
катедру, з титулом архієпископа Чернигівського і Ніжинського».
За оцінками Ю. Волошина, в роки німецької присутності на Чернігівщині постало 350 парафій, з яких більшість належала до юрисдикції Автономної церкви. Натомість Н. Шкаровський називає 410 громад у Чернігівській єпархії, підпорядкованих Симону (Івановському). Там діяли три монастирі.
Після сталінської реокупації, Симон (Івановський) не евакуювався на захід. 1945 отримав від Московської патріархії призначення на Полтавську кафедру. Але за два роки заарештований, протягом 1947—1955 у сталінських концентраційних таборах. Після короткого періоду єпископства у Вінниці, звільнений за щтат на вимогу державних органів СРСР. Помер 1966 у фактичній ізоляції.